# Жетиаральський сільський округ
Жетиара́льський сільський округ (каз. Жетіарал ауылдық округі, рос. Жетыаральский сельский округ) — адміністративна одиниця у складі Тарбагатайського району Східноказахстанської області Казахстану. Адміністративний центр — село Жетиарал.
Населення — 1404 особи (2021; 2238 у 2009, 3582 у 1999, 3605 у 1989).
Станом на 1989 рік існувала Комсомольська сільська рада (села Асусай, Жангизтал, Камисти, Карой, Комсомол). Село Карой було ліквідовано 1998 року.

## Склад
До складу округу входять такі населені пункти:
| Населений пункт    | Старі назви | Населення, осіб (1989) | Населення, осіб (1999) | Населення, осіб (2009) | Населення, осіб (2021) |
| ------------------ | ----------- | ---------------------- | ---------------------- | ---------------------- | ---------------------- |
| Асусай, село       | -           | 571                    | 557                    | 374                    | 233                    |
| Жангизтал, село    | Жангиз-Тал  | 499                    | 385                    | 216                    | 141                    |
| Жетиарал, село     | Комсомол    | 1934                   | 2023                   | 1391                   | 877                    |
| Камисти, село      | -           | 588                    | 617                    | 253                    | 152                    |
| --Кизилкесік, село | -           | -                      | -                      | 4                      | 1                      |
| Карой, село        | -           | 13                     | -                      | -                      | -                      |